# A23 road
A23 road (englisch für Straße A23) ist eine Fernverkehrsstraße und, abgesehen von dem Teilstück, das parallel zum M23 motorway verläuft, eine Primary Route in England. Sie beginnt in London als Westminster Bridge Road, verläuft u. a. über Brixton road nach Süden durch Croydon, lässt in Purley die A22 road abzweigen sowie nach dem Eintritt in Surrey den M23 motorway, verläuft westlich von diesem über Redhill und Horley weiter nach Süden, macht danach einen Bogen nach Westen nach Crawley und setzt südlich von Crawley den M23 als vierspurige Straße nach Süden fort. Nördlich von Brighton wird die A27 road gekreuzt. Von dort führt die A23 zweispurig in das Zentrum von Brighton.